# Jean-Jacques Kravetz

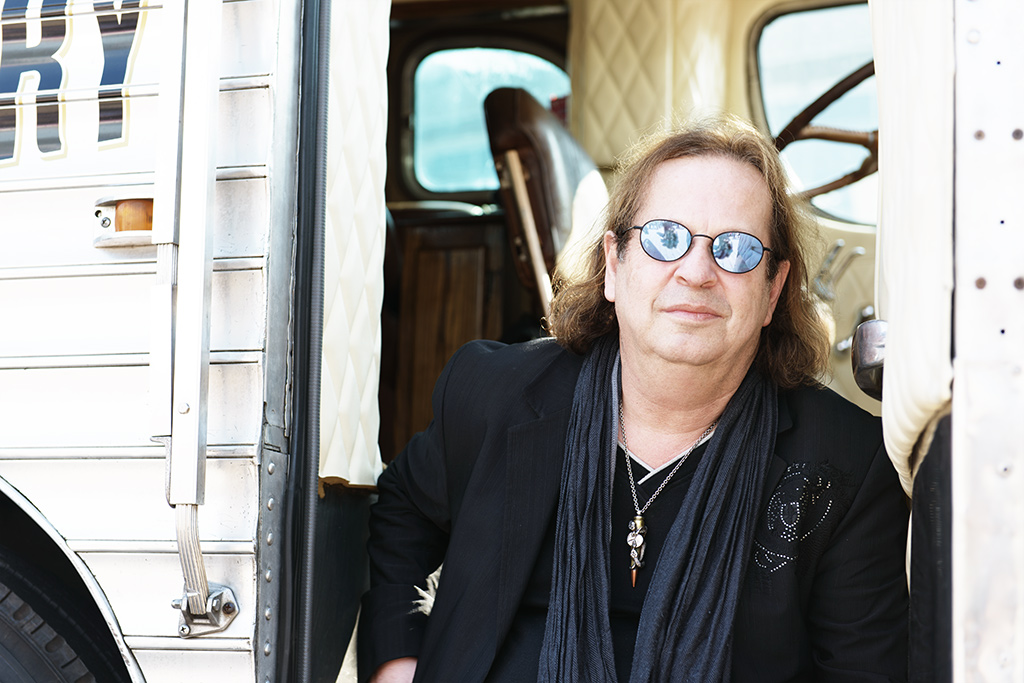
Pianist Jean-Jacques Kravetz 2014

Jean-Jacques Kravetz (* 23. Mai 1947 in Paris) ist ein französischer Keyboarder, Saxophonist und Komponist. Seit den 1970er Jahren ist er fester Bestandteil von Peter Maffays Band, des Panikorchesters von Udo Lindenberg und Gastmusiker bei zahlreichen deutschsprachigen Bands.

## Werdegang
Von 1960 bis 1965 studierte Jean-Jacques Kravetz am Pariser Konservatorium die Instrumente Altsaxophon und Piano. Im Jahr 1965 gründete er in Paris seine erste Band. 1966 schloss er sich der Band Les Piteuls an und hatte seinen ersten Plattenvertrag. Später arbeitete er mit Michel Polnareff und Charles Trenet. 1967, der Liebe wegen, folgte  der Umzug nach Hamburg. Von 1967 bis 1975 wirkte er dort als Lehrer für Saxophon am Hamburger Konservatorium und war Mitglied der Band Die City Preachers sowie anschließend Mitbegründer von Frumpy und deren Nachfolgeband Atlantis.
Seit 1975 ist Jean-Jacques Kravetz festes Mitglied in Udo Lindenbergs Panik Orchester, seit 1977 auch in der Peter-Maffay-Band.
2008 gründete Kravetz die Musikstiftung Entrée, die sich zur Aufgabe gemacht hat, aktives Musizieren in vielen Bereichen zu beleben und zu fördern.
Im Rahmen seiner Stiftung fand am 31. Mai 2008 im Hamburger Stadtpark ein großes Konzert zu Gunsten der Stiftung statt, unter anderen spielten Peter Maffay und Band, Udo Lindenberg und das Panikorchester, Inga Rumpf, Frumpy mit Udo Lindenberg am Schlagzeug, Caro, Julia Neigel, Heinz-Rudolf Kunze, Achim Reichel, die Scorpions, Dorkas Kiefer, Wunder, The Glam und seine beiden Söhne Pascal und Julien Kravetz.
2008 erschien seine Biografie Meine 40 Jahre in der deutschen Rockmusik.

## Bandprojekte
- 1965: erste eigene Band und erster Schallplattenvertrag
- 1966: Michel Polnareff Band
- 1968/1969: Die City Preachers (u. a. mit Inga Rumpf und Udo Lindenberg)
- 1969–1972: Mitbegründer von Frumpy (mit Carsten Bohn, Karl-Heinz Schott und Inga Rumpf)
- 1972–1974: Mitbegründer von Atlantis (mit Inga Rumpf, Karl-Heinz Schott, Curt Cress und Frank Diez)
- Wechsel zu Randy Pie (u. a. mit Dicky Tarrach, Manfred Thiers, Werner Becker, Bernd Wippich, Jochen Petersen)
- 1979–1981: Mitbegründer von Eric Burdons Fire-Department (u. a. mit Frank Diez und Bertram Engel)
- 1988: Frumpy-Reunion mit Carsten Bohn, Karl-Heinz Schott und Inga Rumpf
- seit 1975: Mitglied des Udo Lindenberg Panik Orchesters
- 1977–2013: Mitglied der Peter Maffay Band
- seit 1973: Gastmusiker u. a. bei Marius Müller-Westernhagen, Ulla Meinecke, Otto Waalkes, Heinz Rudolf Kunze, Stephan Remmler, Nino de Angelo und Caro

## Diskografie
- Kravetz (Vertigo, 1972), Soloalbum mit Udo Lindenberg (Schlagzeug, Gesang), Steffi Stephan (Bass), Thomas Kretschmer (Gitarre) und Inga Rumpf (Gesang) (wurde wiederveröffentlicht als 8 Days in April – The Hamburg Scene)
- Kravetz Jubilé – 40 Jahre Rockmusik (2008) mit Peter Maffay, Udo Lindenberg, Pascal Kravetz, Julien Kravetz (Schlagzeug), Inga Rumpf, Caro, Steffi Stephan, Carola Kretschmer, Bertram Engel & Frank Diez
- Kravetz & Friends – Liszt & Live auf der Wartburg (2012) mit Jean-Jacques Kravetz, Pascal Kravetz, Julien Kravetz, Carl Carlton, Steffi Stephan, Peter Maffay, Fools Garden, Caro, Ken Taylor, Bertram Engel, Uwe Klemm, Monique Niebisch, Camille Taver